# Cine Capri
El Cine Capri es una sala de exhibición de películas ubicada en el centro de Santiago de Chile, conocida por su arquitectura y por su permanencia en el tiempo como lugar de cruising.

## Historia

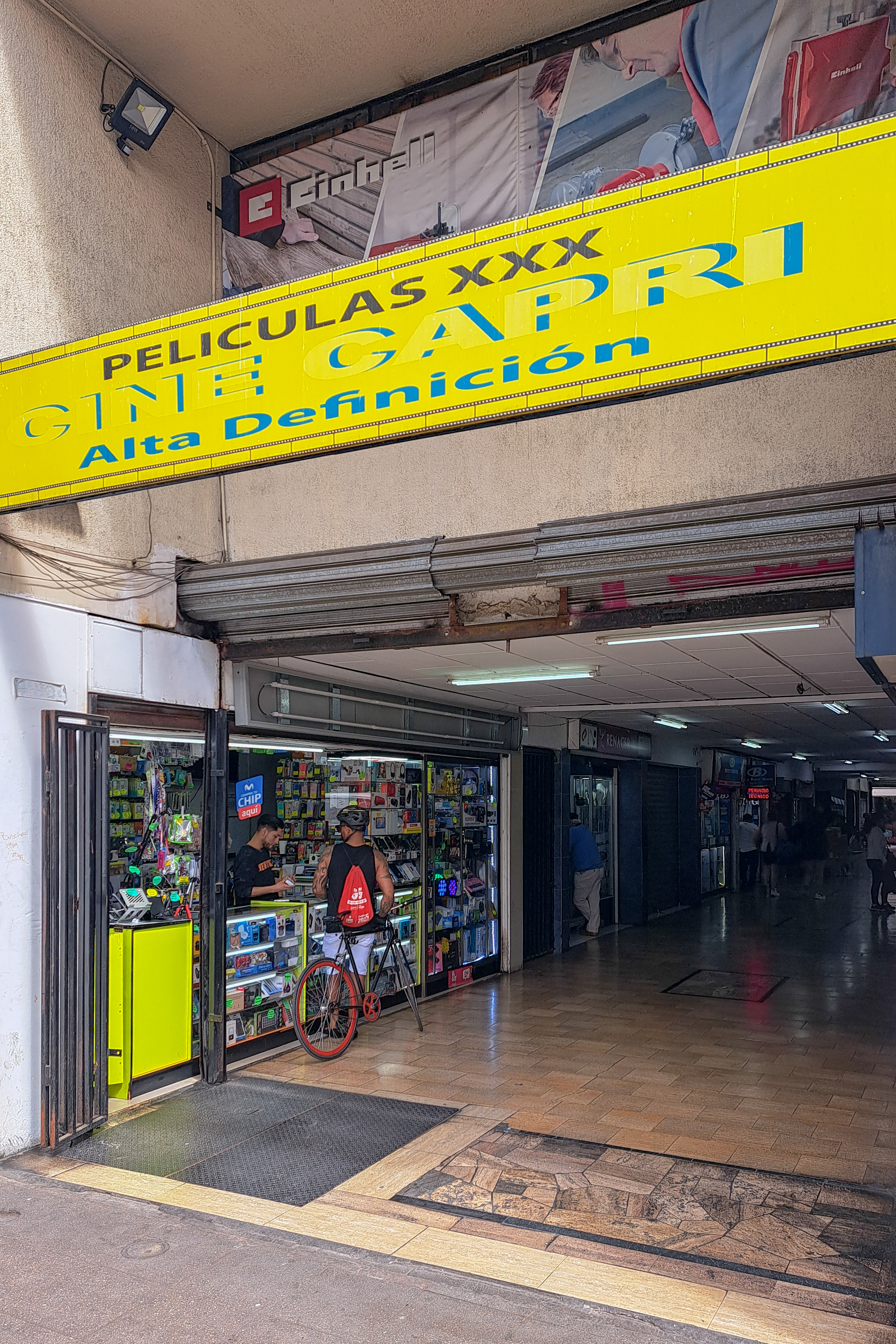
Acceso del Cine Capri.

La construcción que alberga al cine es denominado «Edificio Capri», inaugurado hacia 1959 y que el 25 de mayo de 1960 abrió las puertas de la sala de cine homónima. Entre sus principales características está la fachada falsa de gran altura que posee para cumplir con la normativa arquitectónica del sector que exige una misma línea superior para toda la manzana, en la cual también se encontraban los cines Nilo y Mayo, de similares características. Posee también una galería comercial en su planta baja.
El cine es arrendado por la Sociedad Cinematográfica Socine Ltda., perteneciente a Luis Jorge Gana Matte y Felipe Mauricio Gana Eguiguren y que también administra los cines Nilo y Mayo. Entre sus características se encuentra que las escaleras de acceso se encuentran hacia arriba, a diferencia de otras salas del centro de Santiago en las que se desciende a un subterráneo.
Hasta los años 1970 el cine Capri era frecuentado por personas heterosexuales solteras para realizar flirteos, mientras que en la década siguiente el recinto se convirtió en lugar de encuentro de homosexuales que practicaban cruising; producto de dicha situación, el cine fue escenario de redadas policiales que buscaba detener a hombres por infracción al artículo 365 del Código Penal de Chile, que hasta 1999 penalizaba la sodomía. Algunos de esos allanamientos ocurrieron el 20 de febrero de 1986, cuando fueron detenidos 21 hombres, y a fines de julio de 2011 en que fueron arrestadas 14 personas. En 1991 ocurrió otra redada al cine Capri, donde también fue detenido Rolando Jiménez, quien posteriormente se convertiría en activista y dirigente del Movimiento de Integración y Liberación Homosexual, señalando que no se encontraba participando de ninguna actividad al interior del cine.
Hacia los años 2000 el cine comenzó a exhibir películas pornográficas heterosexuales explícitas. El 5 de agosto de 2011 el cine albergó la primera versión del Festival Internacional de Video Arte Porno «Dildo Roza», presentado por Hija de Perra y que contó entre los integrantes del jurado a Pedro Lemebel y el director de cine pornográfico Leonardo Barrera. El 23 de noviembre de 2012 se realizó en el mismo lugar la segunda edición del festival, que además de Hija de Perra tuvo la animación de Irina La Loca.